# Joaquín Fernández Pertusso
Joaquín Fernández Pertusso (Rocha, 22 januari 1999) is een Uruguayaans voetballer van Italiaanse afkomst die doorgaans als verdediger speelt. Zijn oudere broer Fabricio Fernández is ook actief als profvoetballer.

## Carrière
Joaquín Fernández speelde in zijn jeugd basketbal en begon pas later met voetballen. Hij speelde in de jeugd van Palermo FC, Defensor Sporting Club en CA River Plate. Voor deze club debuteerde hij in de Primera División op 12 mei 2018, in de met 1-0 gewonnen thuiswedstrijd in het Torneo Intermedio tegen zijn oude club Defensor. In de tweede helft van het seizoen 2019 werd hij een vaste waarde bij River Plate, waarmee hij zich voor de Copa Sudamericana 2020 kwalificeerde. Hierin werd tweemaal gewonnen van het Peruviaanse Atlético Grau, maar Fernández zou het vervolg van het toernooi niet meemaken. Door de coronacrisis werd de Copa Sudamericana, net als de Uruguayaanse Primera División, uitgesteld. Fernández vertrok in de zomer van 2020 naar sc Heerenveen, waar hij een contract tot medio 2023 met een optie voor een extra jaar tekende. Bij Heerenveen kwam hij niet aan bod en dankzij de coronacrisis kwam het reserveteam niet in elftal. In februari 2021 werd hij tot het einde van het kalenderjaar verhuurd aan Montevideo City Torque. In 2022 werd hij verhuurd aan CA Atenas, wat actief was op het tweede niveau van Uruguay. Hierna vertrok hij bij Heerenveen zonder een minuut gespeeld te hebben. Hij tekende in 2023 bij Boston River. Hier kwam hij weinig in actie en na een half jaar keerde hij terug bij CA Atenas op het tweede niveau. In 2024 maakte hij weer een overstap naar Europa. Hij tekende bij het Bulgaarse Levski Sofia.

### Statistieken
| Seizoen                    | Club                     | Land           | Competitie       | Competitie | Competitie | Beker | Beker | Internationaal | Internationaal | Totaal | Totaal |
| Seizoen                    | Club                     | Land           | Competitie       | Wed.       | Dlp.       | Wed.  | Dlp.  | Wed.           | Dlp.           | Wed.   | Dlp.   |
| -------------------------- | ------------------------ | -------------- | ---------------- | ---------- | ---------- | ----- | ----- | -------------- | -------------- | ------ | ------ |
| 2018                       | CA River Plate           | Uruguay        | Primera División | 2          | 0          | –     | –     | –              | –              | 2      | 0      |
| 2019                       | CA River Plate           | Uruguay        | Primera División | 19         | 0          | –     | –     | 0              | 0              | 19     | 0      |
| 2020                       | CA River Plate           | Uruguay        | Primera División | 2          | 0          | –     | –     | 2              | 0              | 4      | 0      |
| 2020/21                    | sc Heerenveen            | Nederland      | Eredivisie       | 0          | 0          | 0     | 0     | –              | –              | 0      | 0      |
| 2021                       | → Montevideo City Torque | Uruguay        | Primera División | 14         | 0          | –     | –     | 0              | 0              | 14     | 0      |
| 2022                       | → CA Atenas              | Uruguay        | Segunda Div.     | 20         | 0          | 2     | 0     | –              | –              | 22     | 0      |
| 2023                       | Boston River             | Uruguay        | Primera División | 2          | 0          | 0     | 0     | 0              | 0              | 2      | 0      |
| 2023                       | CA Atenas                | Uruguay        | Segunda Div.     | 13         | 1          | 0     | 0     | –              | –              | 13     | 1      |
| 2023/24                    | Levski Sofia             | Bulgarije      | Parva Liga       | 1          | 0          | 0     | 0     | –              | –              | 1      | 0      |
| Carrièretotaal             | Carrièretotaal           | Carrièretotaal | Carrièretotaal   | 73         | 1          | 2     | 0     | 2              | 0              | 77     | 1      |
| Bijgewerkt op 4 maart 2024 |                          |                |                  |            |            |       |       |                |                |        |        |